# Beli (satèl·lit)
Beli (Saturn LXI), conegut provisionalment com a S/2004 S 30, és un satèl·lit natural de Saturn. El seu descobriment va ser anunciat per Scott S. Sheppard, David C. Jewitt i Jan Kleyna el 7 d'octubre de 2019 a partir d'observacions realitzades entre el 12 de desembre de 2004 i el 21 de març de 2007. Va rebre la seva designació permanent l'agost de 2021. El 24 d'agost de 2022, va rebre el nom de Beli, un jötun de la mitologia nòrdica. És assassinat per Freyr amb la cornamenta d'un cérvol. Segons John Lindow, el mite de Beli s'ha perdut parcialment. Alguns estudiosos suggereixen que pot ser el germà de l'esposa de Freyr, Gerðr, encara que això és incert.
Beli té uns 4 quilòmetres de diàmetre, i orbita Saturn a una distància mitjana de 20,396 Gm en 1087,84 dies, a 157,5° a l'eclíptica, en direcció retrògrada i amb una excentricitat de 0,113.
A causa d'un error en l'anunci inicial de Beli, va ser anunciat pel Minor Planet Center amb la mateixa òrbita que Gerd. El problema es va corregir més tard el mateix dia.